# کامیلا رادرفورد
کامیلا رادرفورد (انگلیسی: Camilla Rutherford؛ زادهٔ ۲۰ سپتامبر ۱۹۷۶) هنرپیشه، و مدل (شخص) اهل بریتانیا است.
از فیلم‌ها یا برنامه‌های تلویزیونی که وی در آن نقش داشته‌است می‌توان به گاسفورد پارک، دارجلینگ محدود، ونیتی فر، نفس بکش، تصویر کلر و رشته خیال اشاره کرد.